# Панфилов, Александр Семёнович
Александр Семёнович Панфилов (25 октября 1927, хут. Нехаев, Хопёрский округ, Сталинградская губерния, СССР — 19 марта 1982, с. Смелое, Полтавский район, Омская область, СССР) — комбайнёр совхоза «Коммунизм» Ленинградского района Кокчетавской области Казахской ССР, Герой Социалистического Труда (1957).

## Биография
Родился 25 октября 1927 года на хуторе Нехаев Хопёрского округа Сталинградской губернии (ныне станица Нехаевская Нехаевского района Волгоградской области России) в многодетной (шестеро детей) семье крестьянина-бедняка. По национальности русский.
В 1942 году отец был призван на войну, и 8-классник Александр остался старшим мужчиной в семье. Окончив курсы комбайнёров при Нижне-Чирской школе механизации (станица Нижний Чир Кагановичского района Сталинградской области, ныне — Суровикинского района Волгоградской области), трудоустроился комбайнёром при Нехаевской машинно-тракторной станции (МТС). Параллельно работе получил 10-летнее образование в вечерней школе.
В марте 1955 года по комсомольской путёвке прибыл в Казахскую ССР на освоение целины, работал трактористом-комбайнером в совхозе «Коммунизм» в селе Коммунизм Ленинградского района Кокчетавской области (ныне — в составе Новосельского сельского округа Акжарского района Северо-Казахстанской области).
Указом Президиума Верховного Совета СССР от 11 января 1957 года «за особо выдающиеся успехи, достигнутые в работе по освоению целинных и залежных земель, и получение высокого урожая» удостоен звания Героя Социалистического Труда с вручением ордена Ленина и золотой медали «Серп и Молот».
В июне 1963 года по семейным обстоятельствам переехал в Омскую область, трудился комбайнёром зерносовхоза «Еремеевский» (село Еремеевка Полтавского района). В 1968 году вернулся в Казахскую ССР, до 1979 года жил в Павлодарской области.
В 1979 году вновь переехал в Омскую область, где работал механизатором совхоза «Соловьёвский» в селе Смелое Полтавского района. Умер 19 марта 1982 года, похоронен на кладбище села Смелое.
Награждён орденом Ленина (11.01.1957), медалями, в том числе «За освоение целинных земель» (1958).

## Семья
Жена Клавдия Кирилловна, две дочери.